# Joe Guy
Joe Guy (* 20. September 1920 in Birmingham (Alabama); † 1961 oder 1962 ebenda) war ein US-amerikanischer Jazztrompeter, der vor allem als Lebensgefährte und Dealer der Sängerin Billie Holiday in Erinnerung bleibt.

## Leben und Wirken
Joe Guy, dessen Trompetenspiel stark von Roy Eldridge beeinflusst war, spielte 1938 im Teddy Hill Orchestra, wo er Dizzy Gillespie ersetzte. Anschließend war er im Oktober 1939 Solist in der kurzlebigen Bigband von Coleman Hawkins (Meet Doctor Foo/Fine Dinner). Guy wirkte 1941 bei den Sessions von Charlie Christian, Thelonious Monk, Hot Lips Page, Don Byas, Roy Eldridge u. a. im New Yorker Minton’s Playhouse mit. Guy arbeitete in dieser Zeit in den Bands von Lucky Millinder, Charlie Barnet und Cootie Williams; er bewog Williams 1942, einige von Monks Kompositionen einzuspielen. 1945/46 war er kurz mit Billie Holiday liiert, mit der er auch aufnahm; er wirkte auch bei ihrem Auftritt im Juni 1946 mit Jazz at the Philharmonic in der New Yorker Carnegie Hall mit. Zu hören ist Guy außerdem auf Aufnahmen von Clyde Bernhardt mit Leonard Feather's Blue Six (1945). Nach einer Verurteilung wegen Drogenhandels 1947 verschwand Joe Guy aus der Musikszene und geriet in Vergessenheit; er starb im Alter von 41 Jahren in seiner Heimatstadt Birmingham. 

## Diskographische Hinweise
- Coleman Hawkins: A Retrospective: 1929-1963 (RCA)
- Don Byas: Midnight at Minton’s (High Note, 1941) aufgenommen im Minton’s Playhouse, mit Thelonious Monk, Kenny Clarke, Joe Guy u. a.
- Billie Holiday: The Complete American Decca Recordings (GRP, 1944–50)